# Elusor macrurus
Genre
Espèce
Statut de conservation UICN

 EN B1+2c : En danger
La Tortue de la Mary River, Elusor macrurus, unique représentant du genre Elusor, est une espèce de tortues de la famille des Chelidae.

## Répartition
Cette espèce est endémique du Queensland en Australie. Elle se rencontre dans le bassin dans la Mary River entre les villes de Tiaro et de Kenilworth. Elle vit dans les eaux rapides et bien oxygénées.

## Description
C'est une tortue aquatique à cou court.
La carapace de l'adulte mesure 42 cm chez les mâles, 34 cm chez les femelles, 3 à 4 chez les nouveau-nés. Les mâles ont une longue queue aplatie transversalement. Le dos est brun, rouille ou noir, le ventre gris. La carapace présente un enfoncement ovale en son centre alors que le plastron est presque plat deux fois plus long que large. Les pattes arrière sont larges ce qui lui permet de nager rapidement.
Dans les années 1960 et 1970, elles étaient commercialisées comme animaux de compagnie et il s'en vendait 15 000 par an.

## Alimentation
Adulte, elle est essentiellement herbivore, se nourrissant d'algues, de plantes aquatiques, de graines et de fruits accessoirement de larves aquatiques d'insectes, exceptionnellement de moules (Velesuio ambiguus) et d'œufs d'animaux aquatiques. Les jeunes se nourrissent principalement d'insectes.

## Reproduction
La saison des amours va d'octobre à décembre ; la maturité sexuelle est atteinte vers 25 ans chez les femelles, 30 ans chez les mâles. Chaque femelle pond 12 à 25 œufs au même endroit toutes les années. Les œufs éclosent au bout de 50 jours d'incubation, entre décembre et février.

## Statut
Fortement menacée, la tortue du fleuve Mary figure en 29e position dans la liste EDGE (en) des reptiles les plus menacés.

## Publication originale
- Cann & Legler, 1994 : The Mary River tortoise: A new genus and species of short-necked chelid from Queensland, Australia (testudines: Pleurodira). Chelonian Conservation and Biology, vol. 1, n. 2, p. 81-96.